# Церковь Святого Креста (Самара)
Церковь Святого Креста (арм. Սուրբ Խաչ եկեղեցի, Сурб Хач екегхеци) — армянская апостольская церковь в Самаре, расположена в Постниковом овраге.

## История
Строительство здания началось в октябре 1998 года по благословению главы Российско-Армянской и Новонахичеванской епархии архиепископа Тиграна и было завершено в 2003 году.
Церемония открытия и освящения церкви Сурб Хач состоялась 16 ноября 2003 года. Освятил новую церковь глава Ново-Нахичеванской и Российской епархии Армянской Апостольской церкви — епископ Езрас (Нерсисян). Также был установлен памятник жертвам геноцида армян в Османской Турции в 1915 году, а также жертвам землетрясения в Армении 1988 года. Возведён на средства предпринимателя Артура Мартиросяна и Администрации Самарской области.
Церемонию освящения церкви открыл мэр Самары Георгий Лиманский. Он поздравил собравшихся гостей и армян, проживающих в Самарской области, с этим памятным событием. В своем выступлении глава города, в частности, отметил, что для любого народа церковь является центром духовной и национальной культуры, местом единения народа и сокровищницей его священных обрядов и традиций. Сразу же после освящения в новой армянской церкви крестили детей и обвенчали молодую супружескую пару.
16 ноября, в день освящения церкви Святого Креста в Самару прибыли многочисленные гости из Москвы, Саратова, Уфы, Волгограда, Казани и других городов России. Московскую делегацию представляли: епископ Езрас, вице-президент Союза армян России Герман Аванянц, секретарь Посольства Армении в РФ Мария Бабаян, а также глава отделения Союза армян России в Республике Башкортостан Армен Тоноян и другие. Среди почетных гостей были также архиепископ Самарский и Сызранский Сергий, член Совета Федерации Леон Ковальский, депутат Государственной Думы РФ Александр Белоусов, представители армянских региональных организаций из многих городов России.
Вся церемония и праздничные мероприятия, посвященные открытию церкви, были организованы Самарской областной армянской общиной во главе с председателем правления СОАО — Артуром Рафиковичем Мартиросяном. К этому мероприятию было приурочено издание книги «Армения и армяне Самарской губернии», выпущены фотоальбомы с репродукциями картин Ивана Айвазовского и Мартироса Сарьяна, презентация которых прошла вечером того же дня в Доме Культуры имени Кирова.
После торжественного собрания состоялся гала-концерт, в котором принял участие московский армянский эстетический центр «Звартноц» под руководством Анжелы Степанян. Артисты исполнили армянские народные танцы и песни.
При церкви отмечают армянские праздники, памятные даты.

## Галерея
- Артур Мартиросян
- Почтовая марка. Совместный выпуск Российской Федерации и Республики Армения. К 30-летию установления дипломатических отношений и 25-летию Договора о дружбе, сотрудничестве и взаимной помощи. Архитектура. Церковь Святого Креста в Самаре